# Михаць Григорій Іванович
Григо́рій Іва́нович Михаць (псевдонім Орленко) (1897, село Раневичі, Австро-Угорщина, тепер Дрогобицького району Львівської області — 1933, селище Гурзуф, тепер Автономна Республіка Крим) — діяч комуністичного руху в Західній Україні. 

## Життєпис
Народився в родині сільського вчителя. Закінчив Перемишльську гімназію. Навчався у Львівському університеті, брав участь у діяльності соціал-демократичної партії Галичини.
У листопаді 1918 року разом з Василем Коцком та Іваном Кушніром створив у Дрогобичі «Групу соціалістів-комуністів». Брав участь у створенні Рад робітничих депутатів у Дрогобичі та Стебнику, організовував комуністичні осередки у військових частинах Української галицької армії (УГА).
Один із керівників Дрогобицького збройного заколоту 1919 проти влади ЗУНР, який розпочала місцева міліція, що перебувала під впливом «червоних» ідей. Він тривав два дні (14—15 квітня) і був швидко придушений. Після придушення бунту заарештований владою ЗУНР, втік з-під арешту та перейшов на нелегальне становище. У 1921 році заарештований польською владою, через деякий час звільнений.
У 1922 році — член Дрогобицького окружного комітету Комуністичної партії Східної Галичини, секретар Спілки (Союзу) пролетаріату міст і сіл Східної Галичини. У 1923 році кооптований у члени ЦК КПЗУ, секретар ЦК КПЗУ. З 1924 року — секретар Перемишльського окружного комітету КПЗУ.
У 1924 році виїхав на лікування до СРСР. Працював у Народному комісаріаті освіти Української СРР, підтримував зв'язки з революційним рухом на західноукраїнських землях, автор публіцистичних праць з історії революційного руху на Західній Україні.
Член ВКП(б) з 1926 року.
Помер у 1933 році в селищі Гурзуф.